# Heligoland
Heligoland (en frisón de Heligoland, Deät Lun ‘La Tierra’; en alemán: Helgoland, pronunciación: /ˈhɛlɡoˌlant/ⓘ; en inglés: Heligoland) es una isla y un municipio situado en el archipiélago alemán homónimo del mar del Norte. Tiene una población estimada, a fines de 2021, de 1284 habitantes. Es uno de los ocho territorios especiales de la Unión Europea.
El municipio está integrado en el distrito de Pinneberg, en el estado de Schleswig-Holstein. Si bien es parte del área económica alemana, no forma parte del área aduanera de la Unión Europea ni se cobran impuestos especiales alemanes.
La isla principal es de forma triangular y tiene unos 2 km de longitud. Una parte de la misma (la sur, llamada Unterland) tiene una menor altura sobre el nivel del mar: en realidad corresponde a una playa de color más claro formada por el hundimiento y erosión de la parte sur de la isla en tiempos pasados. El archipiélago también incluye una pequeña isla (Düne, o duna) situada al este, antes enlazada por una lengua de tierra ahora sumergida en el mar. Al norte se extienden bancos de arena a ambos lados de la isla principal formando unas "pinzas" de cangrejo que dejan entre ellas una zona (como un valle fluvial) de mayor profundidad.
El municipio carece de automóviles, ya que están prohibidos por norma municipal.
El trayecto en barco transbordador desde la desembocadura del río Elba hasta la isla dura dos horas.

## Historia

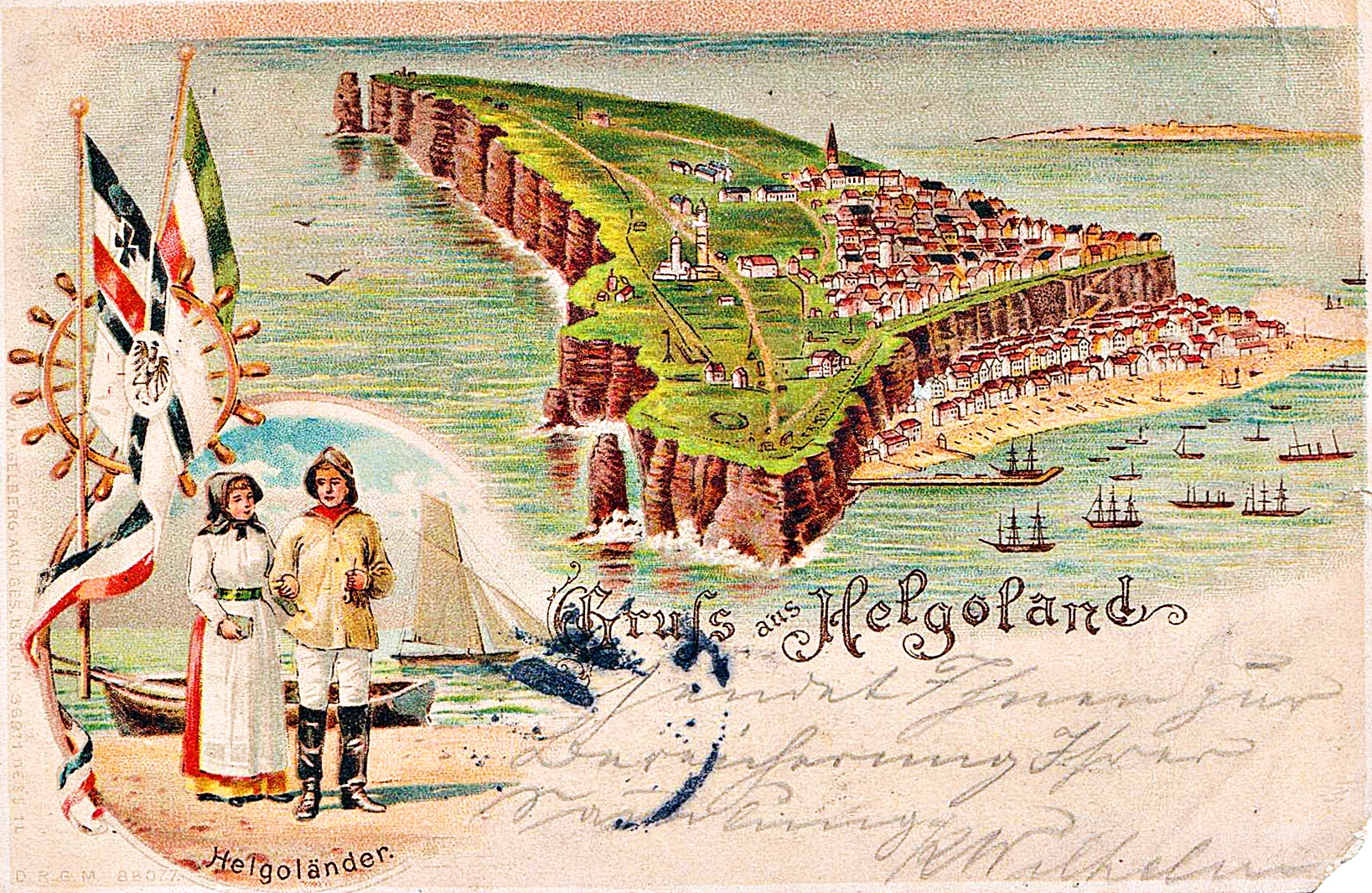
Postal de Heligoland, 1900.

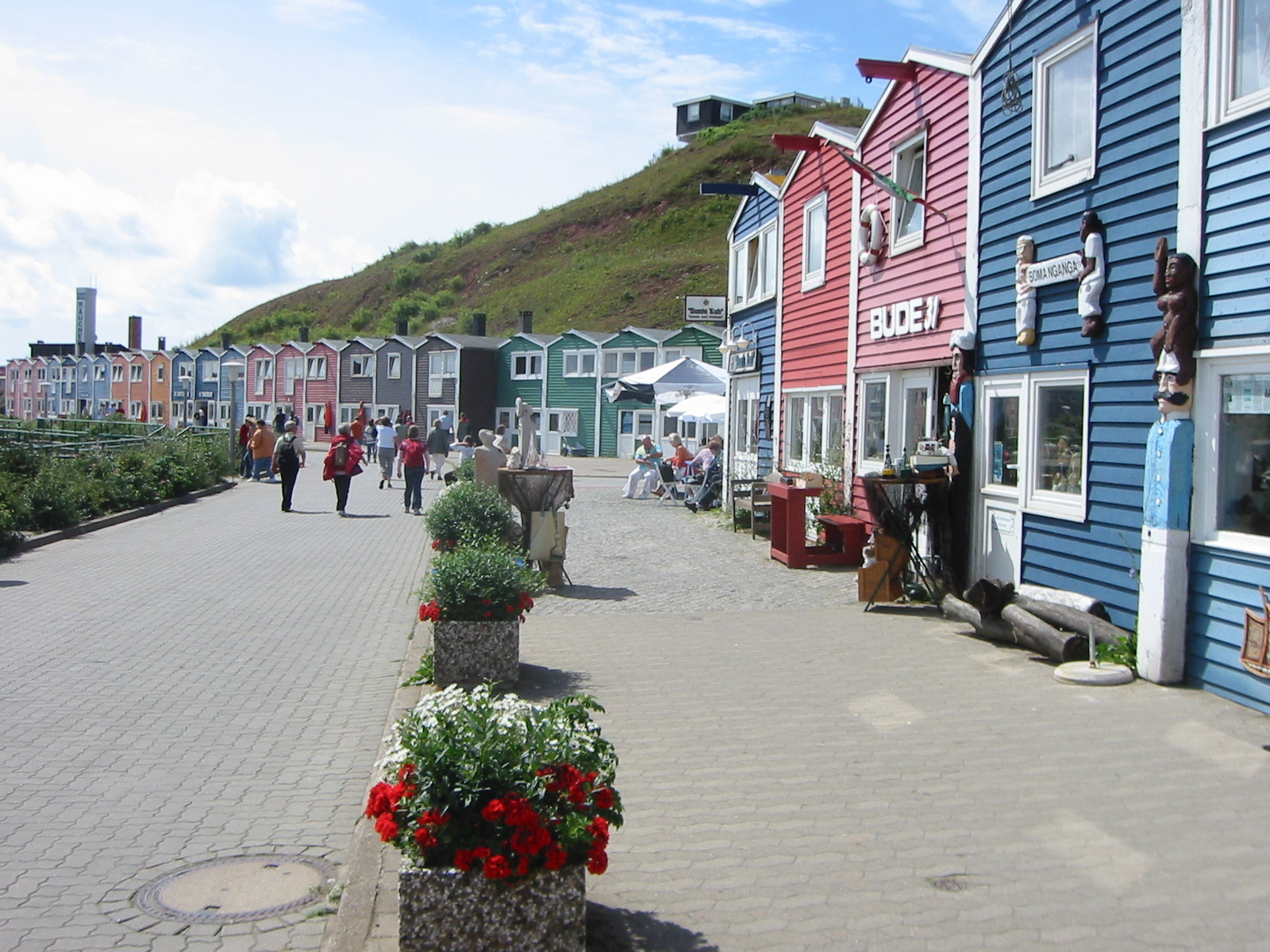
Calle principal.

Se sabe que la zona alrededor de la isla estuvo habitada desde tiempos prehistóricos. Se han encontrado herramientas de pedernal en el fondo del mar que rodea Heligoland. Originalmente la isla recibió el nombre de Fosetisland de los piratas del Báltico; en la época de Willibrord de Utrecht ya se la conocía como Heiligland, que significaría «Tierra Sagrada», aunque varias teorías alternativas han sido propuestas para explicar el nombre.
En 697, Radbod, el último rey de Frisia, se retiró a la isla tras ser derrotado por los francos. En 1231 aparece una lista en la que se nombra la isla como propiedad del rey Valdemar II de Dinamarca. Desde entonces hasta 1714 la propiedad de la isla cambió varias veces entre Dinamarca y el ducado de Schleswig, con un periodo en el que pasó a la ciudad hanseática de Hamburgo. En agosto de 1714 la isla fue conquistada por Dinamarca y el 11 de septiembre de 1807 tomada por el Reino Unido durante las guerras napoleónicas, con el objetivo de usarla para romper el bloqueo continental decretado por Napoleón.
El Reino Unido cedió la isla a Alemania, según el tratado de Heligoland-Zanzíbar, en 1890 a la vez que abandonaba sus intereses en Madagascar a favor de los franceses, a cambio de que estos abandonaran sus pretensiones sobre la isla de Zanzíbar.
Durante el Imperio alemán, la isla se convirtió en una gran base naval, y en la Primera Guerra Mundial la población civil fue evacuada al continente. La primera batalla naval de la guerra tuvo lugar cerca de Heligoland en el primer mes del conflicto. Los isleños volvieron en 1918, pero durante el periodo nazi la base naval fue reactivada.
Los isleños permanecieron allí durante la Segunda Guerra Mundial. El 19 de abril de 1945, más de mil bombarderos aliados atacaron la isla arrasándola a su paso. La población civil se protegió en refugios rocosos, de forma que la mayoría de los 128 muertos eran miembros de las baterías antiaéreas. La isla fue evacuada la noche siguiente. Hay que mencionar que en la isla Düne se había instalado una pista de aterrizaje con dos pistas, en cruz, para aprovechar el viento reinante en la zona.
Desde 1945 hasta 1952 las islas, cuyos habitantes habían sido previamente evacuados, fueron usadas como campo de tiro de la R.A.F. El 18 de abril de 1947, la Marina Real británica detonó 6800 toneladas de explosivos con la intención de demoler las instalaciones militares de la isla, que incluían una enorme red de fortificaciones, puestos de artillería y refugios para submarinos. La teoría de que la detonación tenía como objetivo destruir la isla, aunque todavía sigue siendo popular en la zona, fue desmentida por Rene Leudesdorff. El efecto sísmico de la titánica explosión (llamada Big Bang por los expertos), una de las mayores no nucleares de la historia moderna, permitió efectuar todo tipo de sondeos sísmicos desde las estaciones sismológicas del norte de Europa, llegándose a publicar varios estudios geológicos y sismológicos. La isla fue devuelta el 29 de febrero de 1952 a las autoridades alemanas, que tuvieron que limpiar una considerable cantidad de municiones sin detonar y reconstruir las casas antes de que la isla pudiera ser habitada de nuevo.
El Campo de Heligoland, un campo de trabajo nazi en Alderney, llevaba el nombre de la isla.
En la actualidad la isla es un lugar de vacaciones y goza de exenciones de impuestos, por lo que una buena parte de la economía de la isla se basa en la venta de cigarrillos, bebidas alcohólicas y perfumes a los turistas que visitan la isla. La isla se encuentra fuera del área del Tratado de Schengen. Sus habitantes son étnicamente frisones y hablan, junto con el alemán, una variedad distintiva del idioma frisón septentrional, el frisón helgolándico.
En tiempos recientes se han construido unos diques rompeolas en la costa septentrional, no solo para servir de fondeadero, sino para evitar que la violencia de los temporales del mar del Norte erosionen dicha zona de la isla; también se ha restaurado un poco la base norte de la isla utilizando hormigón coloreado.

## Geografía
Heligoland se halla a 70 km de la costa alemana y está formada por dos islas principales: la habitada de 1,0 km² es la isla principal (Hauptinsel) hacia el oeste y Düne ("duna") al este, que es algo más pequeña 0,7 km², así como otras más bajas rodeadas de playas de arena y no habitadas de forma permanente. Estas estuvieron conectadas hasta 1720, cuando una inundación destruyó la conexión natural. La profundidad en los alrededores de la isla es muy reducida: apenas 1-2 m en dirección noroeste, de 1-4 entre Heligoland y Düne aunque no mayor en dirección sur o norte; en dirección este-noroeste se extiende una llanura con una profundidad máxima de 14 m, aunque es fácil que el fondo marino ascienda hasta los 7 m del fondo rocoso (Steingrund), situado a unos 8800 m de Heligoland en dirección nordeste.

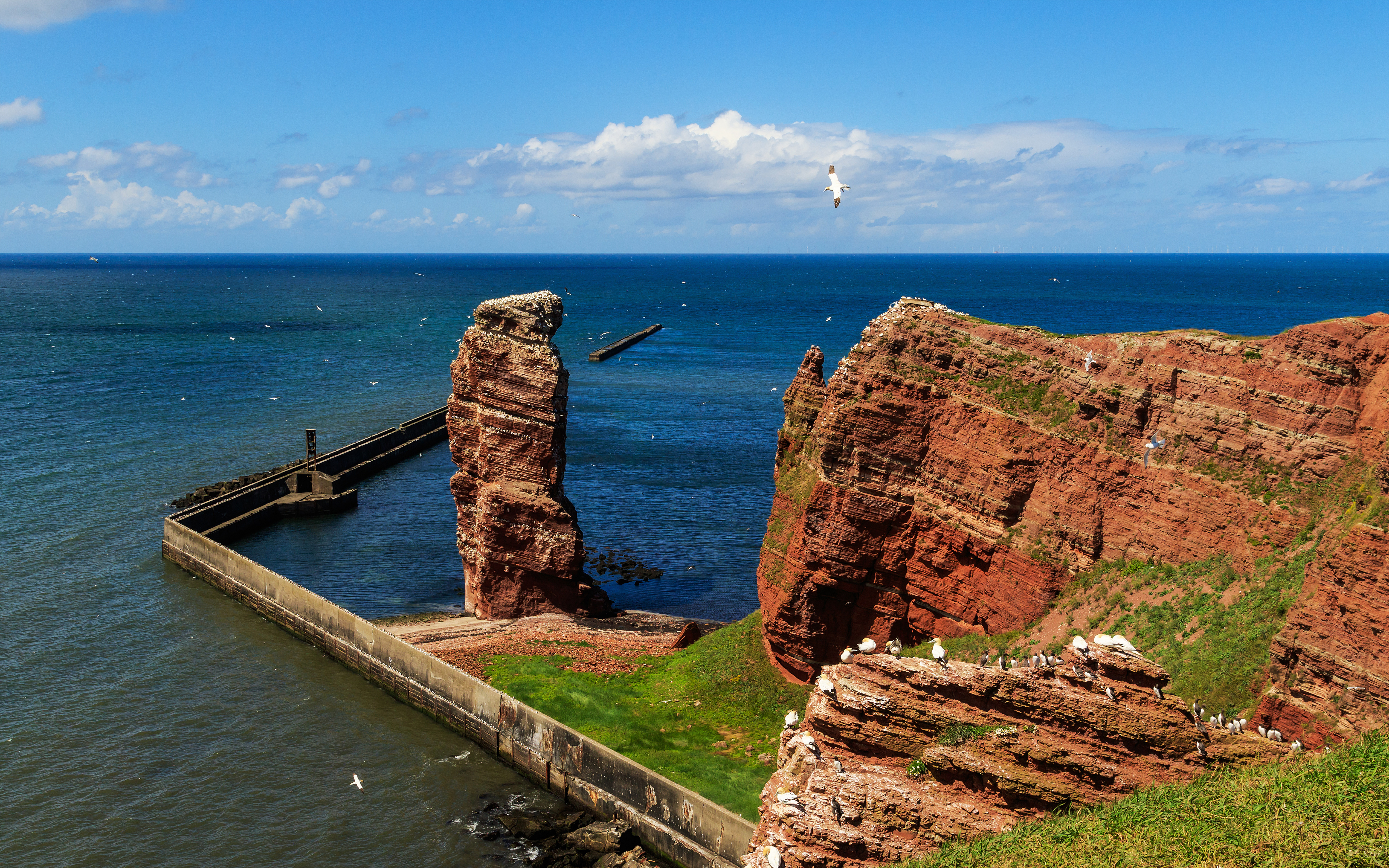
"Lange Anna".

La arribada a la isla principal solo puede hacerse por dos estrechos canales de mayor profundidad: uno al noroeste, que conduce a la Ensenada Norte, y otro al sur, en la Ensenada Sur. Fuera de estas dos zonas la profundidad se reduce enormemente impidiendo la navegación de barcos de mayor calado. La profundidad es mínima entre la isla mayor y la menor.
El punto más alto en la isla principal alcanza los 61 metros desde el nivel del mar, en concreto en su costa septentrional (allí se ha instalado una antena de radio); la aislada aguja rocosa Ana la Larga presenta actualmente una altura de 47 m sobre el nivel del mar.
La explosión del año 1947 alteró notablemente el fondo marino alrededor de la isla, dislocando el subsuelo calizo, aunque no alteró la forma ni altura de la isla principal.
Las dos islas forman parte del distrito de Pinneberg del estado federado alemán de Schleswig-Holstein. La isla principal tiene un puerto (o fondeadero) en su parte sur y es frecuentada por yates; aquí termina su trayecto el transbordador que la une al continente y trae o lleva a los numerosos turistas que visitan la isla.

## Geología

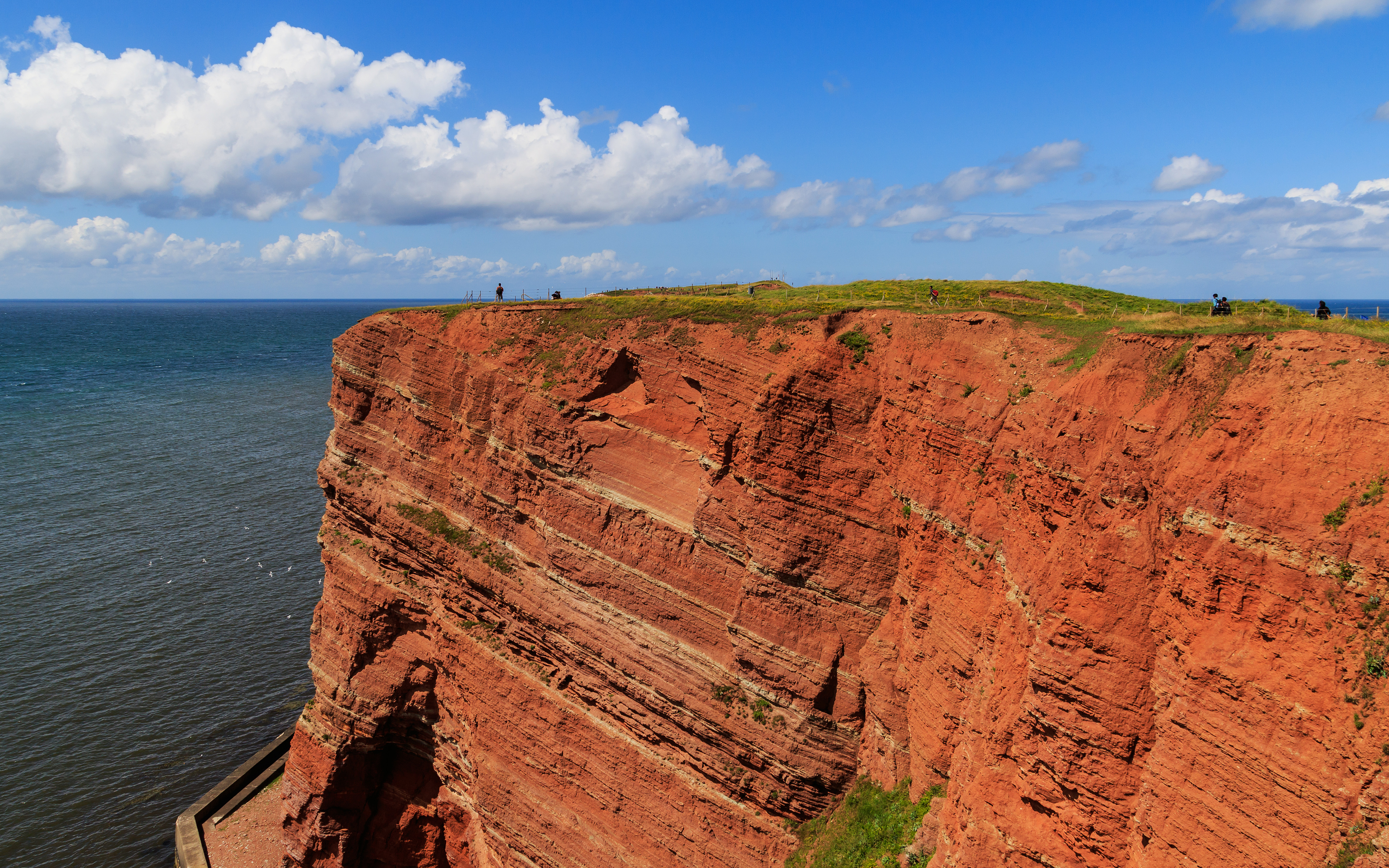
Acantilado rojo característico del paisaje de Heligoland.

La isla de Heligoland es una curiosidad geológica: la presencia de la característica roca sedimentaria roja de la isla principal en esa zona del mar del Norte es inusual: no se conocen otras formaciones similares de acantilados en la costa del mar del Norte; la formación es de principios del Eoceno. Existen también pequeños yacimientos de cobre nativo (en la costa, entre las rocas) y creta, marga y yeso, que da el típico color blanco alterno con rojo; se ha constatado la presencia de cobre (en forma de carbonato de cobre) en la roca blanca: al pie de los acantilados se suele encontrar cobre nativo, en forma de pepitas de color verdoso o negro.
En el pasado, cuando el nivel del mar era más bajo, la isla tenía una extensión mucho mayor: todavía subsisten restos de construcciones bajo el mar, no lejos de la isla (en dirección nordeste), entre cuyos muros sumergidos los pescadores suelen hacer sus mejores capturas: se le conoce con el nombre de fondo rocoso.
De la blanca y baja isla Düne se extraía, hasta el siglo XVIII, gran cantidad de yeso y creta (una cantera subsiste todavía en Heligoland, en su fondeadero sur): el subsuelo de la isla está compuesto por rocas carbonatadas sedimentarias, de color blanco, que da nombre a los fondos que la rodean (es la misma roca blanca que proporciona las vetas a la rojiza roca de Heligoland). Un puente natural de roca blanca la unía en el pasado a la isla mayor: una fuerte tormenta, seguida de la fuerte erosión de varias grandes marejadas y mareas, terminaron por arruinar y sumergir la blanda roca; en la actualidad solo quedan fondos muy claros de escasa profundidad que alcanzan una cota de entre uno y cuatro metros, dificultando la navegación o la aproximación a Düne. Esta zona recibe el nombre de Witte Klippe en alemán y White Cliff en inglés (su traducción es acantilados blancos).
La parte sur de Heligoland (conocida como 'unter land' o tierras bajas), en la cual se han construido gran cantidad de casas y fondeaderos, corresponde a una playa o zona de hundimiento formada por los detritos de los acantilados, una vez derruidos y desmoronados por las grandes mareas y marejadas del pasado. En la actualidad esta zona, de color más claro, corresponde al sustrato calizo que une Heligoland con Düne y se prolonga (a baja profundidad) bajo el mar.
En la parte norte de Heligoland se puede apreciar una "aguja de tierra" (Lange Anna o Ana la Larga) de unos 46 m de altura y más de 25 000 toneladas de peso, restos del rojizo acantilado que permanece separado de la isla desde la caída y erosión de la tierra que lo rodeaba y le unía al resto de misma; en tiempos modernos su base ha sido rodeada de hormigón (coloreado de rojo para que no se note ni destaque demasiado) cuya misión es impedir que las grandes marejadas lo erosionen y terminen por derrumbarlo en el mar. Según los expertos esto debería bastar para permitir que subsista algunos cientos de años más. Para evitar la fuerza del mar del Norte (y su destructiva erosión durante las grandes tormentas y mareas) se ha construido un espigón de protección en la zona norte.
Los amantes de las rocas pueden conseguir en la playa norte de Düne nódulos de roca autóctona conocida como Flint Helgoland, la mejor época es el otoño o invierno, no tanto porque las fuertes tormentas remueven el fondo sino porque en esa zona existe en verano una playa nudista que suele estar bastante ocupada en toda su extensión.

## Submarinismo
Excepto en las épocas de las grandes marejadas o con mal tiempo se puede bucear y practicar el submarinismo alrededor de la isla, aunque con mucho cuidado, debido a la presencia de bajos fondos rocosos, corrientes de marea y otros accidentes escabrosos. Las profundidades pueden caer abruptamente (sobre todo en la zona oeste y sur), aunque por lo general no sobrepasan los 15-20 metros y forman extensas mesetas submarinas; la zona más complicada es la norte, muy rocosa y accidentada, con peligrosos bajos y rompientes en la marea baja (existen fondos de solo 2 metros de profundidad a 2,5 km al norte de Heligoland, así como otro de 6 metros a casi 4 km del extremo norte de la isla).
Heligoland, Düne y el Stein Grund (o Fondo Rocoso) forman parte de una meseta submarina con dos alturas bien diferenciadas: Heligoland-Düne al oeste y Stein Grund al este; entre ellos queda una meseta bastante lisa con suave pendiente tanto al norte (profundidades máximas en torno a 24-25 metros) como al sur (profundidad máxima: 30 metros al sur del Loreley Bank). El sur de la isla es bastante abrupto y profundo con bajos de hasta 43-48 metros. Heligoland surge del mar como una mole de acantilados rojos veteados de blanco sobre los cuales rompe el mar, a veces con mucha violencia; sin embargo los fondos que la rodean son muy distintos según la zona en la que se bucee.
La parte oeste de la isla presenta en general una fuerte pendiente submarina, una prolongación de los acantilados derruidos: al pie de los mismos la profundidad cae hasta los 10 metros rápidamente, estabilizándose en una llanura de gran extensión con una cota máxima de 20 metros. Este sector presenta cimas rocosas aisladas que suben hasta los 10 metros bajo el nivel del mar –algo menos en la marea baja– que forman un “collar” de cotas aisladas desde la extremidad norte de la isla hasta la rada sur, restos sumergidos del acantilado oeste hundido en tiempos antiguos. La pendiente de esta zona cae en dirección oeste bastante rápidamente, alcanzando los 48 metros en dirección sudoeste: la profundidad en dirección oeste y noroeste es menor.
La parte noroeste es sencilla: bajo el mar, partiendo del espigón norte, se extiende una cresta submarina (prolongación de los altos acantilados de la isla, cota máxima: 60 metros sobre el nivel del mar) con profundidades de 6 a 12 metros (6 en la cima “Repulse”) que se alza sobre una extensa llanura con cotas máximas de 16-18 metros; la profundidad aumenta a medida que nos dirigimos al norte en donde baja hasta los 22 metros: estamos en la entrada de la Rada Norte, una especie de “valle” sumergido que pierde profundidad a medida que nos acercamos a Heligoland y nos lleva desde los 20 metros a dos kilómetros de la isla hasta apenas 6 metros en el antiguo “puente” que unía la isla a Düne.
La zona norte es complicada: aquí encontramos la cima sumergida “Nordhafen Knoll”, el extremo norte de una cordillera sumergida que arranca en el Düne Bank (banco de rocas blancas que forman el subsuelo de Düne) y se prolonga, curvada, en dirección noroeste; aquí abundan las rocas oscuras ricas en cobre y carbonato de cobre. Las profundidades oscilan entre los 2 metros al norte de Düne y los 10 metros en la base de la cresta, estabilizándose a esa profundidad en una gran extensión; una pequeña cima (Robbert, 2 metros bajo el nivel del mar) queda justo al norte de Düne. Al oeste de la cresta las profundidades caen rápidamente: estamos en la zona de la Rada Norte, valle submarino ya comentado; la zona este presenta una pendiente más suave y se extiende como una gran meseta de más de 10 kilómetros de longitud en dirección este-noroeste con profundidades máximas de 11-12 metros al pie de la cresta estabilizándose en los 12-15 durante un largo trecho. Al norte los fondos caen, muy suavemente, hasta los 19-20 metros mientras que al oeste la profundidad se mantiene en los 18-20 metros. El extremo norte de esta cresta, la llamada cima “Selle Brunn” (“Selle Brunn Knoll”), situada a casi 4 km del extremo norte de Heligoland, presenta una pequeña colina que se alza desde el fondo marino (10 metros de profundidad) hasta los apenas 6 metros bajo el nivel del mar y supone un gran peligro para la navegación, sobre todo con fuerte marejada o en la bajamar (zona señalizada con boyas).
La zona sur de Heligoland es muy interesante: la pendiente cae abruptamente desde la salida de la Rada Sur (y su embarcadero de ferris y yates), forma un estrecho “faldón” en la cota de los 18-20 metros y continúa cayendo de modo acusado hasta caer a los 43 metros en una fosa que se estabiliza y forma una llanura submarina, la cual se extiende en dirección sursudoeste-oeste ascendiendo suavemente hasta los 22-25 metros al norte de la isla. Entre Heligoland y Düne, hoy sumergido, se encuentra una especie de “rompeolas” o pasillo natural, calizo, con formas de pinzas de cangrejo de baja profundidad entre los cuales se deslizan los barcos, ya que en esa zona la profundidad es máxima (8-10 metros).
El sector oeste es verdaderamente interesante: partiendo de Düne en dirección oesnoroeste se extiende una amplia llanura submarina de escasa profundidad; esta zona alcanza los apenas 11-12 metros en el “Loreley Bank” con una gran colina (casi 1 km de diámetro) de suave pendiente que se alza hasta los 10 metros bajo el nivel del mar. Al sur del banco la profundidad cae abruptamente hasta los 30 metros de una pequeña fosa, pero se estabiliza en los 22-25 metros durante gran trecho en todas direcciones.
El Stein Grund (Fondo Rocoso) es una cresta rocosa, antiguas montañas emergidas, situadas a 8200 metros al noroeste de Heligoland: sobre una extensa meseta submarina, que arranca en el subsuelo blanco de Düne y presenta una profundidad monótona en el intervalo 11-14 metros, se levanta una cresta submarina que corre en dirección sudoeste-nordeste y se curva ligeramente en su parte norte. La cresta en sí surge como una elevación de 8 metros de altura sobre la llanura circundante: la profundidad máxima en su parte sur es de 13 metros, 15 metros en su parte oeste y noroeste pero asciende a los 12 metros de su sector norte para caer a los 14 al noroeste y mantenerse en los 13 metros al este. El Stein Grund presenta una altura máxima de 7 metros bajo el nivel del mar en su parte sur, aunque hay otras dos pequeñas colinas más en dirección norte; en la extremidad norte del banco se alza otra pequeña colina que alcanza los 7 metros de profundidad bajo el nivel del mar. Toda la zona es peligrosa para la navegación, sobre todo durante la marea baja y con marejada: existe una boya de peligro.
Apenas a unos cientos de metros en dirección este se elevan dos colinas submarinas de 5 metros de altura que, a una profundidad de 9 metros bajo el nivel del mar, suponen dificultades para la navegación durante la marea baja. Estos peligrosos fondos están señalados con una boya. El resto del banco se extiende con fondos de suave caída en todas direcciones: la profundidad máxima es de 15-20 metros.
En los alrededores de la isla los buceadores han encontrado restos arqueológicos que indican un extenso poblamiento prehistórico en este sector; en tiempos prerromanos existió un templo dedicado al dios Forsites, Fosites o Posites, quizá una corrupción de Poseidón. Las antiguas cartas indican que alrededor de Heligoland, más concretamente en dirección norte, nordeste y este, existían antiguas construcciones: no quedan restos de las mismas.

## Filatelia
Mientras que Heligoland fue una posesión británica se emitieron unos 20 sellos entre 1867 y 1890. Estos tienen la particularidad de ser los primeros sellos en varios colores. Hay hasta ocho impresiones de una única denominación y también un gran número de reimpresiones que se conocen como las reimpresiones Berlín, Leipzig y Hamburgo, respectivamente. Las reimpresiones Berlín son en ocasiones de mejor calidad que las originales. Las reimpresiones fueron realizadas entre 1875 y 1890. Por tanto, muchas colecciones antiguas contienen reimpresiones en vez de originales. Se piensa que había unos siete millones de reimpresiones frente al millón y medio de originales de los que puede que la mitad se vendieran a través de las oficinas de correos y el resto a tratantes que los retiraron de la circulación.
Los sellos fueron impresos por la Oficina Estatal de Impresiones de Prusia en Berlín. Fueron denominados en Schillings de Hamburgo hasta 1875 cuando aparecieron en los sellos tanto la denominación inglesa como la alemana (las emisiones Farthing/Pfennig). Todos incluían la silueta de la reina Victoria del Reino Unido excepto los cuatro de mayor valor que representaban escudos de armas de Heligoland.
Los sellos emitidos tienen un valor de moderado a medio con algunos rozando los 1000 euros (2005). Algunos sellos usados se han vendido por 4800 Euros en subastas y algunos sobre se han vendido por 10 000-12 000 euros: esto lleva sin duda a falsificaciones. Puesto que los sellos usados tienen en ocasiones más valor que los que no han sido usados, en ocasiones se ha falsificado la cancelación postal.

## Ciencia en Heligoland
En la isla existen varias estaciones científicas, cada una de ellas dedicada a cubrir investigaciones de una rama distinta. Una de ellas es el estudio de las mareas y las olas del mar del Norte en las inmediaciones de la isla: utiliza radares especiales de apertura sintética, con los cuales se pueden inferir las profundidades por las perturbaciones de las olas, una vez analizadas por medio de modelos matemáticos.
Existe una estación meteorológica en la cual se sigue automáticamente y mide la radiación solar con un pirómetro especial, la concentración de aerosoles sobre la isla y el mar del Norte, la actividad fotosintética, la concentración de nutrientes en el mar, la dirección y temperatura del aire y otras investigaciones similares (por ejemplo la transparencia del aire), las cuales se actualizan cada pocos minutos; existen también varias cámaras web que permiten que los investigadores controlen —remotamente— la estación meteorológica y su entorno.
Finalmente se ha instalado una estación meteorológica especial, a bordo de una boya anclada al este de la isla, capaz de medir y transmitir por radio la temperatura superficial del agua.